# Judith Arndt
Judith Arndt (ur. 23 lipca 1976 w Königs Wusterhausen) – niemiecka kolarka szosowa i torowa, trzykrotna medalistka olimpijska, wielokrotna medalistka torowych i szosowych mistrzostw świata, a także zdobywczyni Pucharu Świata w kolarstwie szosowym.

## Kariera
Pierwszy sukces w karierze Judith Arndt osiągnęła w 1994 roku, kiedy zdobyła srebrny medal w indywidualnym wyścigu na dochodzenie podczas torowych mistrzostw świata juniorów. Na rozgrywanych dwa lata później igrzyskach olimpijskich w Atlancie zdobyła brązowy medal w tej samej konkurencji, przegrywając tylko z Włoszką Antonellą Bellutti i Francuzką Marion Clignet. Kolejne dwa medale zdobyła w 1997 roku: brązowy w indywidualnej jeździe na czas podczas szosowych mistrzostw świata w San Sebastián oraz złoty na dochodzenie podczas torowych mistrzostw świata w Perth. W trzech kolejnych latach zdobyła trzy medale w indywidualnym wyścigu na dochodzenie: brązowy na MŚ w Bordeaux (1998) i srebrne na MŚ w Berlinie (1999) oraz MŚ w Manchesterze (2000), a także dwa srebrne w wyścigu punktowym w 1999 i 2000 roku. W 2000 roku wystąpiła także na igrzyskach olimpijskich w Sydney, gdzie była czwarta w wyścigu punktowym, szósta na dochodzenie oraz siódma w indywidualnej jeździe na czas. Od tej pory startowała głównie na szosie, zdobywając sześć medali w indywidualnej jeździe na czas: złote na MŚ w Kopenhadze (2011) i MŚ w Valkenburgu (2012), srebrne na MŚ w Hamilton (2003), MŚ w Weronie (2004) i MŚ w Geelong (2010) oraz brązowy podczas MŚ w Varese (2008). Zdobyła także srebrny medal w drużynowej jeździe na czas w 2012 roku oraz dwa medale w wyścigu ze startu wspólnego: złoty w 2004 roku i brązowy w 2008 roku. Wywalczyła także dwa srebrne medale olimpijskie: w wyścigu ze startu wspólnego na igrzyskach w Atenach oraz w indywidualnej jeździe na czas igrzyskach w Londynie. W sezonie 2008 zwyciężyła w klasyfikacji generalnej Pucharu Świata w kolarstwie szosowym, a w sezonie 2012 była druga za Holenderką Marianne Vos. Jest również wielokrotną mistrzynią Niemiec (5-krotnie na torze, 7-krotnie na szosie).
Prywatnie, od 1996 roku, związana z inną niemiecką kolarką - Petrą Rossner.

## Najważniejsze zwycięstwa i sukcesy
- 1996
  -  3. igrzyska olimpijskie − wyścig torowy na 300 m na dochodzenie
- 1997
  -  mistrzyni świata w wyścigu torowym na 300 m na dochodzenie
  - 3. mistrzostwa świata w wyścigu szosowym (jazda indywidualna na czas)
- 1998
  - 3. mistrzostwa świata w wyścigu torowym (300 m na dochodzenie)
- 1999
  - wicemistrzyni świata w wyścigu torowym na 300 m na dochodzenie
- 2000
  - wicemistrzyni świata w wyścigu torowym na 300 m na dochodzenie
- 2003
  - wicemistrzyni świata w wyścigu szosowym (jazda indywidualna na czas)
- 2004
  -  2. igrzyska olimpijskie − wyścig szosowy ze start wspólnego
  - wicemistrzyni świata w wyścigu szosowym (jazda indywidualna na czas)
  -  mistrzyni świata w indywidualnym wyścigu szosowym
- 2008
  - 3. mistrzostwa świata w wyścigu szosowym (jazda indywidualna na czas)
  - 3. mistrzostwa świata w wyścigu szosowym (ze startu wspólnego)
- 2010
  - 2. mistrzostwa świata w wyścigu szosowym (jazda indywidualna na czas)
- 2011
  -  szosowe mistrzostwo świata (jazda indywidualna na czas)
- 2012
  -  wicemistrzyni olimpijska w jeździe indywidualnej na czas
  -  szosowe mistrzostwo świata (jazda indywidualna na czas)